# The Rake

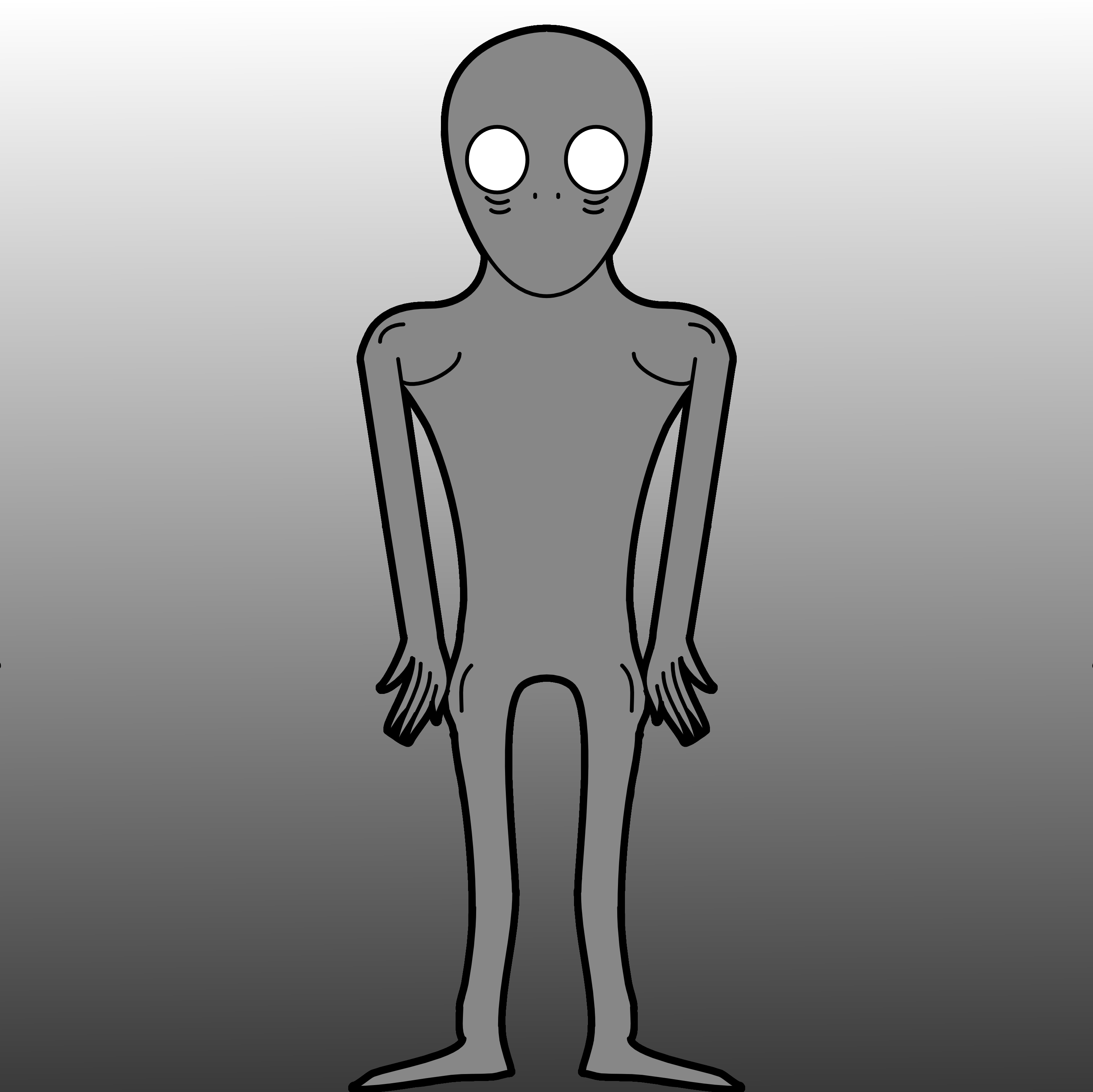
The Rake

The Rake är en vandringssägen och en creepypasta. Den beskrivs som en människoliknande varelse som är likblek och tanig med vassa klor och glödande ögon. Spökhistorien om varelsens ursprung beskriver att den har funnits i århundraden och en av de tidigaste dokumentationerna om varelsen var från år 1691. Den övervakar sina offer, innan den anfaller dem och kan kommunicera med dem genom telepati. Creepypodden gjorde ett avsnitt där de läste upp berättelsen, men försvenskade monstret namn till "Raken". 